# Bademağacı
Koordinaten: 37° 13′ 23″ N, 30° 29′ 53″ O
Bademağacı ist ein Höyük am Taurusnordhang etwa 50 km nördlich von Antalya und 20 km von Bucak entfernt, 2, 5 km nordöstlich des Dorfes Bademağacı im Landkreis Döşemealtı der Provinz Antalya auf 780 m Höhe. Der Hügel wurde erstmals von James Mellaart unter dem Namen Kızılkaya (Roter Fels) beschrieben.
Der ovale Siedlungshügel hat einen Radius zwischen 110 und 210 m. Er ragt etwa 7 Meter aus dem Umland auf, wobei seine Kulturschichten bis zwei Meter unter die heutige Erdoberfläche reichen. Der Hügel wird seit 1993 von Refik Duru und  Gülsün Umurtak ausgegraben, bisher wurden etwa 3.000 m² ergraben. Die Siedlungsreste stammen aus dem frühen und späten Neolithikum sowie aus der Früh- und Mittelbronzezeit.
Die neolithische Siedlung bestand kontinuierlich bis zum Beginn des Chalkolithikums, von welchem nur vereinzelte Scherben gefunden wurden, was auf einen Hiatus hindeutet. Rund 2.000 Jahre später, im 24./23. Jahrhundert v. Chr., in der Bronzezeit, wurde der Ort wiederbesiedelt. Nach einem erneuten kurzen Hiatus bestand die vorerst letzte Besiedlung in der mittleren Bronzezeit in der ersten Hälfte des 2. Jahrtausends v. Chr. An der höchsten Stelle des Hügels stand eine byzantinische Kirche, die vermutlich mit der Einwanderung türkischer Stämme im 12. Jahrhundert aufgegeben wurde.